# Thuidium pseudodelicatulum
Thuidium pseudodelicatulum là một loài Rêu trong họ Thuidiaceae. Loài này được A. Jaeger miêu tả khoa học đầu tiên năm 1878.